# Гейнола
Гейнола (фін. Heinola) — місто у південній частині Фінляндії, в провінції Пяйят-Гяме. 

## Географія
Місто розташоване між озерами Руотсінієрві та Коннівесі, за 30 км від Лахті та за 138 км від Гельсінки. Площа — 839,29 км², водяне дзеркало — 163,20 км²

## Історія
Засноване у 1776 році шведським королем Густавом ІІІ. Статус міста Гейнола отримала у 1839 році.
- 1811 — збудована церква.
- 1822 — відкрита перша школа.

## Населення
Чисельність населення міста, станом на 2023 рік, налічує 17 953 особи.

## Економіка

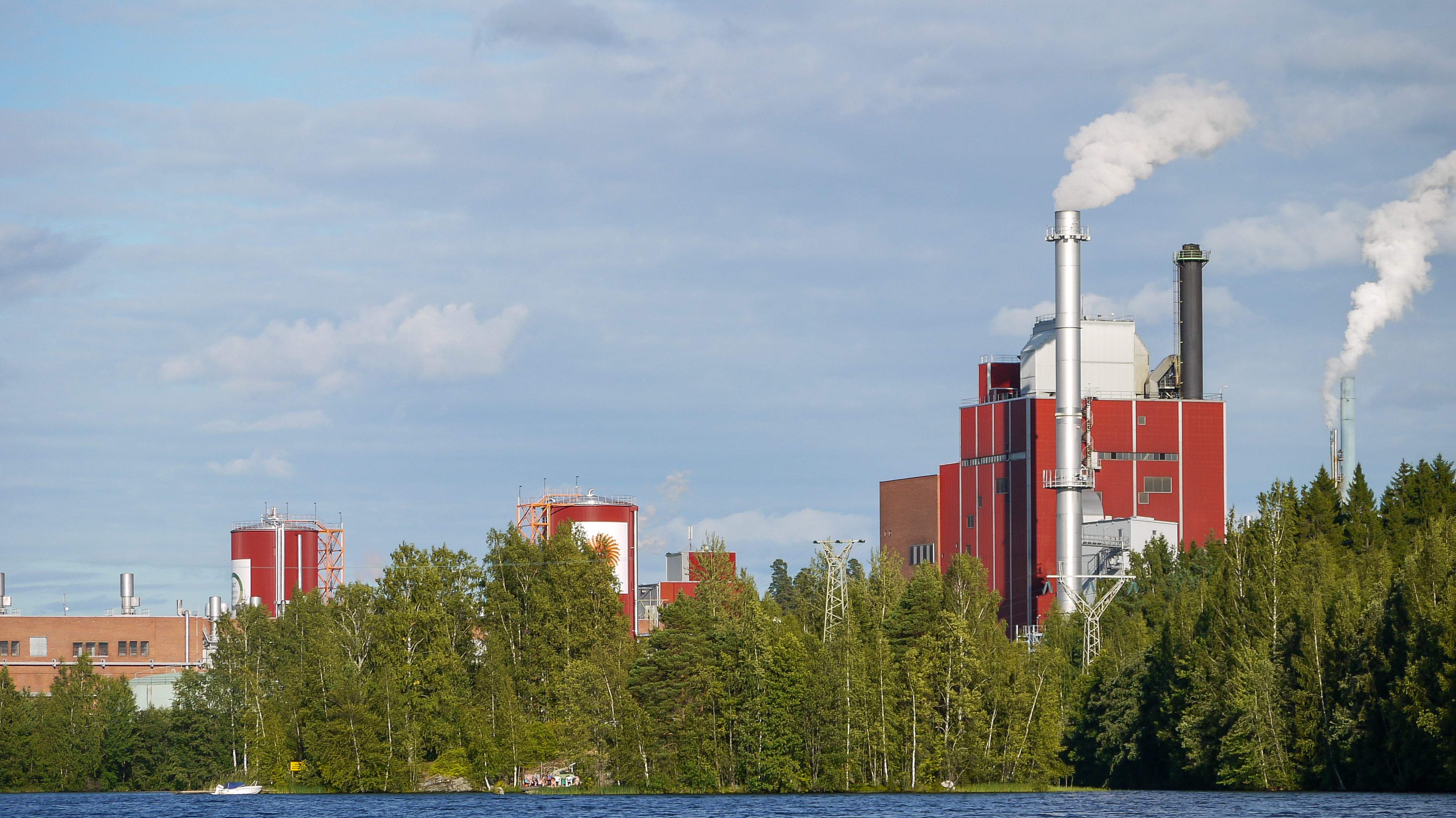
Картонна фабрика компанії «Stora Enso»

У місці працює кілька деревообробних підприємств, картонні фабрики компаній «Stora Enso» та «Versowood».

## Персоналії
Народилися
- Ууно Кайлас — фінський поет, письменник та перекладач.
- Юкка-Пекка Сарасте — фінський диригент та скрипаль..

Померли
- Вольмарі Ісо-Голло — фінський легкоатлет, олімпійський чемпіон.

## Міста побратими
- П'єштяни, Словаччина
- Барановичі, Білорусь
- Карлсхамн, Швеція
- Пайне, Німеччина